# اللعب بالشمع

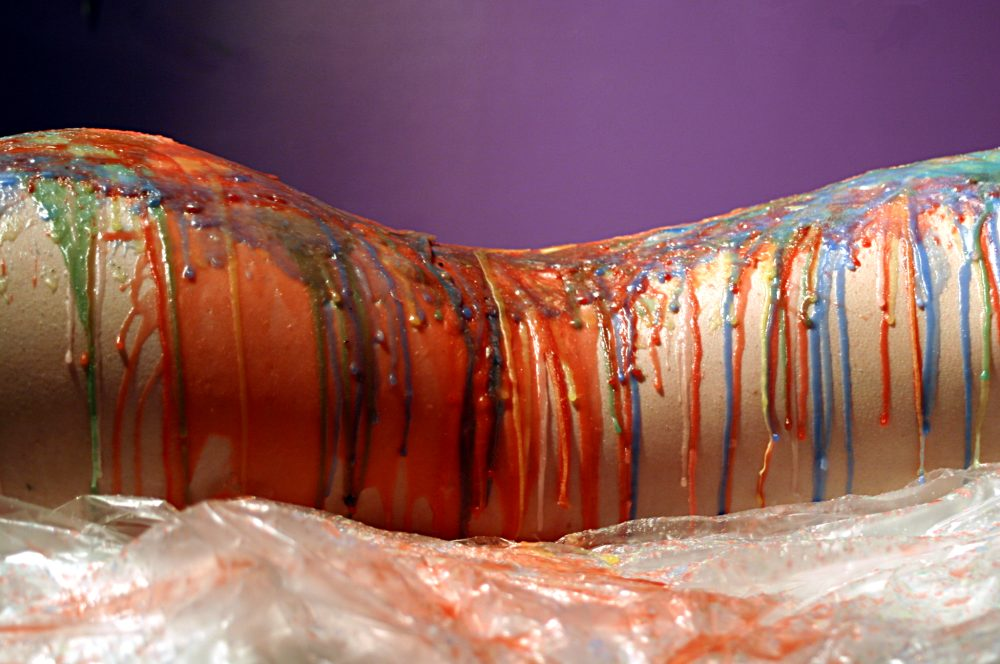
لعب بالشمع.

اللعب بالشمع هو شكل من أشكال اللعب بالحرارة الذي يُمارس في سياق البي دي إس إم، حيث يقطر الشمع من الشمعة على الجلد العاري للإنسان، من أجل إدخال إحساس طفيف بالحرق على الجلد.
يعتبر هذا شكلًا متقدمًا إلى حد ما من اللعب.إذا تم القيام به بشكل خاطئ، يمكن أن يتسبب اللعب بالشمع في حروق شديدة بما يكفي لتتطلب رعاية طبية.